# Церква Святого Павла (Франкфурт-на-Майні)
Церква Святого Павла (нім. Paulskirche) — лютеранська культова споруда в місті Франкфурт-на-Майні, Німеччина.
Будувалася з 1789 по 1833 рік на місці знесеної в 1786 році середньовічної церкви, і до 1944 року була головною лютеранською церквою Франкфурта. У церкві Святого Павла з 1848 до 1849 року засідали делегати першого німецького парламенту — Франкфуртських національних зборів.
Після бомбардування 18 березня 1944 року церква згоріла. Після Другої світової війни вона була відновлена. У день сотої річниці Франкфуртських національних зборів 18 травня 1948 року церква була відкрита під назвою Будинок усіх німців (нім. Haus aller Deutscher). З цього моменту вона є національною пам'яткою і використовується головним чином для громадських заходів.
У Паульскірхе проводиться церемонія вручення Премії миру німецьких книгарів.